# Autódromo General San Martín (Comodoro Rivadavia)

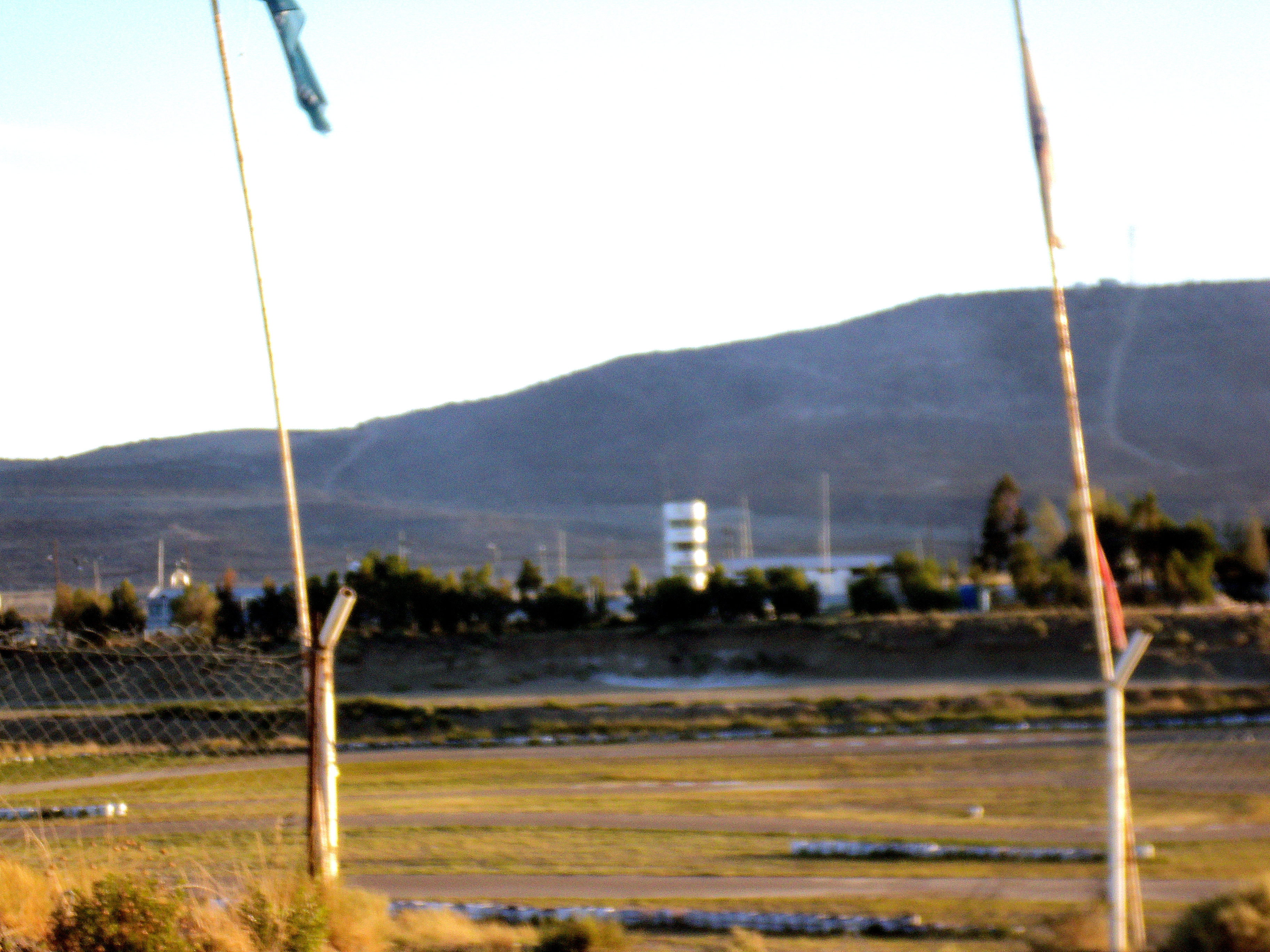
Torre de 3 pisos que ofrece vista a todo el complejo

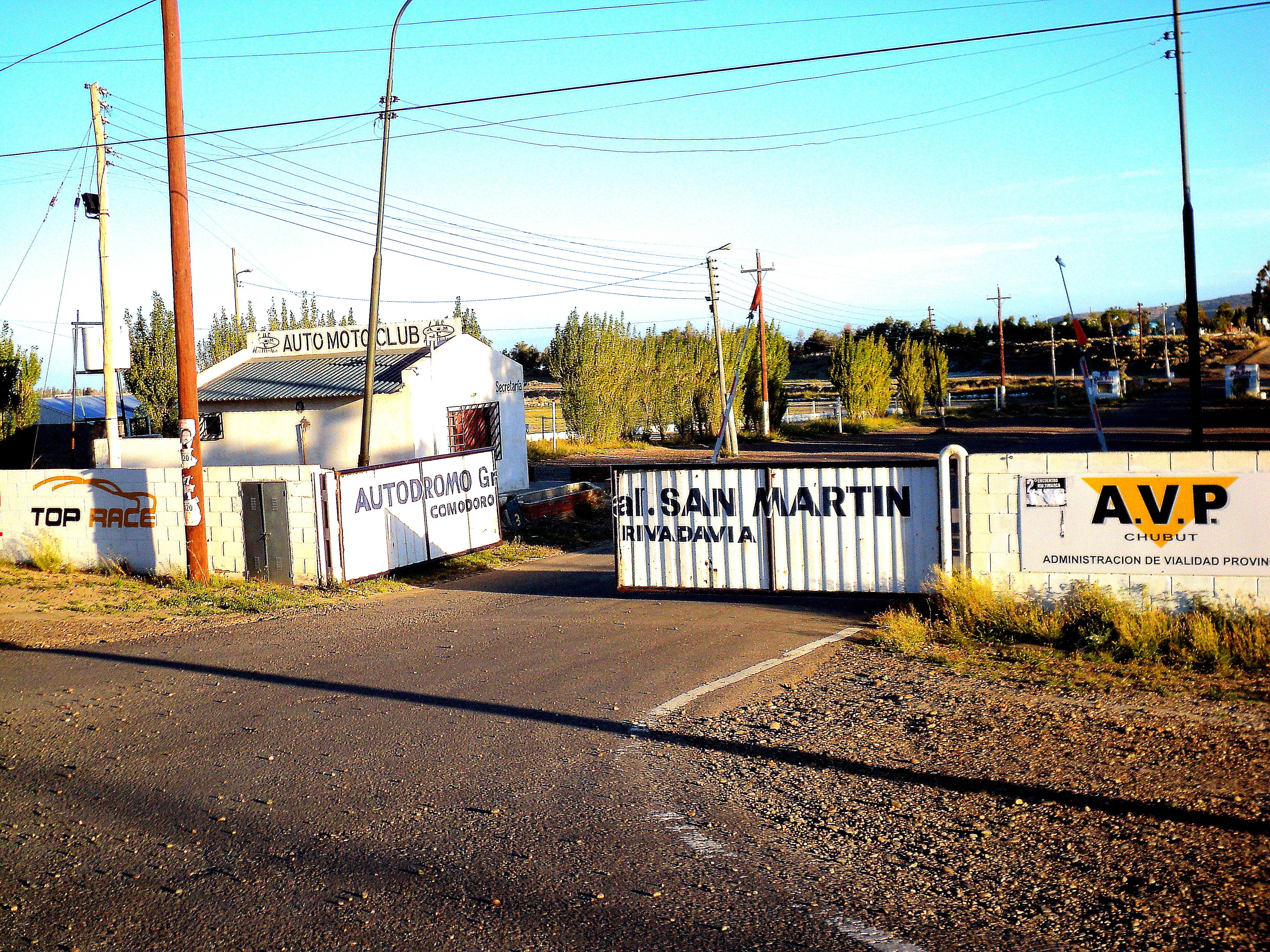
Entrada al autódromo

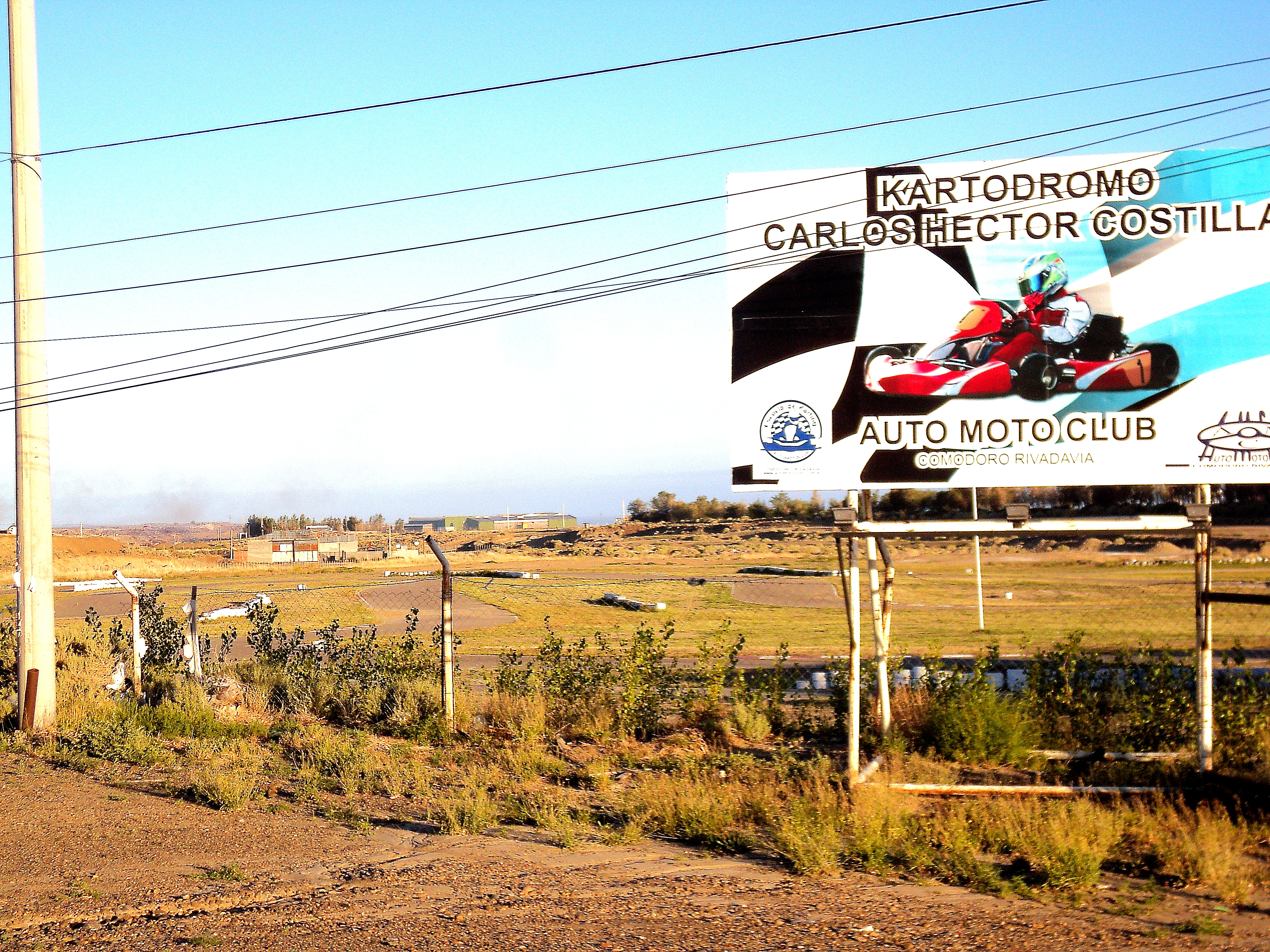
El Kartódromo Costila en el mismo predio

El Autódromo General San Martín está ubicado en la ciudad de Comodorio Rivadavia en la provincia de Chubut, sur de Argentina.
La pista en sí está ubicada a lo largo de la Ruta Nacional 3, junto al pequeño aeródromo operado por el Aeroclub de Comodoro Rivadavia. La RN3 es una autovía y, lamentablemente, no hay forma de cruzar la reserva central en dirección sur, por lo que el tráfico que desee acceder al circuito debe continuar hacia adelante hasta la siguiente rotonda y retroceder.

## Historia
El Autódromo General San Martín de Comodoro Rivadavia es una instalación rápida y a menudo barrida por el viento junto al océano Atlántico en el sur de Argentina, donde las ráfagas repentinas, los cambios de temperatura y la visibilidad a menudo reducida representan un gran desafío para todos los competidores.
Al igual que con muchos de los circuitos permanentes de Argentina, la instalación puede rastrear su conexión con el automovilismo hasta las carreras en ruta de la serie Turismo Carretera (TC), organizadas en vías públicas dentro y alrededor de la ciudad en una variedad de ubicaciones. Durante años, los eventos de Comodoro Rivadavia fueron las paradas más al sur del calendario, pero sin embargo fueron populares por ello, en una ciudad cuyas fortunas se derivan en parte de la exportación de petróleo.
A mediados de la década de 1960, se estaba utilizando un circuito corto alrededor del distrito industrial para las carreras de TC, pero esto no cumplía con las crecientes demandas del deporte, ya que era demasiado estrecho y demasiado corto para acomodar la cantidad de autos que ahora se disputan. atraído. El Auto Moto Club de Comodoro Rivadavia se dio cuenta de que se necesitaba algo más permanente.
En 1966, el club inició la construcción de su primera instalación de este tipo en tierra en las afueras del sur de la ciudad. Ubicada en el mismo lugar que el campo actual, la primera pista presentaba una superficie de tierra y albergaría carreras durante varios años, lo que ayudaría a desarrollar aún más la escena del automovilismo local.
Deseoso de seguir construyendo sobre este entusiasmo, además de reaccionar al movimiento que cada vez más se estaba haciendo en la serie TC y otros para competir solo en campos de asfalto especialmente construidos, el club comenzó el proceso de asfaltar el campo en la primavera de 1969. Bajo la supervisión del presidente Raúl Andrés Vilariño, los socios del club asumieron gran parte del trabajo y para noviembre habían completado su tarea inicial, completar la nueva cinta de asfalto.
Los periodistas visitantes quedaron impresionados por el recorrido de 3.764 km, aunque todavía estaba lejos de estar terminado. La pista siguió en gran medida el trazado del campo de tierra, salvo por la inclusión de una nueva serie de eses que rápidamente fueron apodadas 'Viborita' (Pequeña Serpiente). Ejecutado en el sentido más tradicional de las agujas del reloj, el consenso fue que el diseño resultaría muy rápido.
El 14 de diciembre, la pista estaba lista para su primer evento, la ronda final del campeonato TC de ese año. Una gran multitud estuvo presente para ver el Gran Premio Nuevas Naftas, respaldado por los gigantes petroleros nacionales YPF. Luis Rubén Di Palma consiguió su única victoria del año en un Torino.
A pesar del éxito, los competidores de TC optaron por ir a otra parte el año siguiente, por lo que fue la serie local de Fórmula 1 Mecánica Argentina la que tuvo la mayor facturación en 1970. No obstante, Di Palma estuvo entre los participantes pequeños y probablemente sintió una sensación de continuidad cuando logró la pole in su Berta-Tornado. Tuvo menos suerte en las carreras, chocando en ambas eliminatorias, dejando la victoria general a Ángel Monguzzi en su Trueno Sprint con motor Chevrolet.
Los coches de Fórmula 1 Mecánica Argentina volvieron a visitarlos en 1972, 1973 y 74, después de lo cual fue una larga espera hasta que una serie nacional de nota se dirigiera al sur. Sin embargo, la pista continuó prosperando, con una serie de series regionales patagónicas floreciendo.
El popular TC 2000 realizó su primera visita en 1991, pero no fue hasta 2004 que Comodoro Rivadavia vería un retorno significativo a la prominencia nacional. Ese año, la categoría TC comenzó una serie de eventos de cuatro temporadas, mientras que Top Race V6 llegó en 2005 y la pista agregó TC2000 una vez más en 2006.
Las primeras alteraciones significativas en el trazado de la vía también llegaron en 2006, con la finalización de una ampliación que eludió las curvas 'Viborita', creando un nuevo complejo más lento en el proceso. Esta nueva sección de la pista pronto fue adoptada por la mayoría de los campeonatos que visitaron la pista, quienes también pronto comenzaron a favorecer la versión más corta de 1.926 millas del recorrido, cortando el circuito hacia el océano.
Lamentablemente, el evento TC de 2007 vería un terrible accidente de varios autos que se cobró la vida del piloto Guillermo Castellanos. Fue el segundo accidente fatal de ese año y resultó ser el catalizador final para que la categoría acelerara el fin de su práctica tradicional de tener copilotos, con la práctica prohibida para el año siguiente. La serie TC también partió durante varios años, regresando en 2013, 2015 y 2017 este último evento fue ganado por "Josito" Di Palma, nieto del ganador de la carrera inaugural de la pista.
Se introdujo un diseño alternativo revisado y más ajustado en la peri-penúltima curva en 2012, aunque parece haber sido completamente ignorado para todos los eventos de carreras, y las categorías principales de dos y cuatro ruedas prefirieron la variante original, más rápida.

## Historial de Ganadores

### Turismo Carretera
| Año  | Ganador             | Marca           |
| ---- | ------------------- | --------------- |
| 1969 | Luis Rubén Di Palma | Liebre-Torino   |
| 2004 | Omar Martínez       | Ford Falcon     |
| 2005 | Juan Manuel Silva   | Ford Falcon     |
| 2006 | Omar Martínez       | Ford Falcon     |
| 2007 | Matías Rossi        | Chevrolet Chevy |
| 2013 | Jonatan Castellano  | Dodge Cherokee  |
| 2015 | Luis José Di Palma  | Torino Cherokee |
| 2017 | Luis José Di Palma  | Torino Cherokee |
| 2022 | Mariano Werner      | Ford Falcon     |

| Piloto              | Podios | Piloto           | Podios |
| ------------------- | ------ | ---------------- | ------ |
| Omar Martínez       | 3      | Matías Rossi     | 1      |
| Guillermo Ortelli   | 3      | Emanuel Moriatis | 1      |
| Luis José Di Palma  | 3      | Santiago Mangoni | 1      |
| Juan Manuel Silva   | 2      | Carlos Pairetti  | 1      |
| Agustín Canapino    | 2      | Jorge Ternengo   | 1      |
| Luis Rubén Di Palma | 1      | Facundo Ardusso  | 1      |
| Norberto Fontana    | 1      | Mathias Nolesi   | 1      |
| Jonatan Castellano  | 1      | Matías Jalaf     | 1      |

| Marca     | Triunfos |
| --------- | -------- |
| Ford      | 3        |
| Torino    | 3        |
| Chevrolet | 1        |
| Dodge     | 1        |

#### TC Pista
| Año  | Ganador            | Marca           |
| ---- | ------------------ | --------------- |
| 2004 | Sebastián Diruscio | Chevrolet Chevy |
| 2005 | Laureano Campanera | Chevrolet Chevy |
| 2006 | Luis José Di Palma | Chevrolet Chevy |
| 2007 | Próspero Bonelli   | Ford Falcon     |
| 2013 | José Manuel Urcera | Chevrolet Chevy |
| 2015 | Alan Ruggiero      | Ford Falcon     |
| 2017 | Valentín Aguirre   | Dodge Cherokee  |

### TC2000
| Año  | Ganador           | Marca           |
| ---- | ----------------- | --------------- |
| 1991 | René Zanatta      | Ford Sierra     |
| 2006 | Christian Ledesma | Chevrolet Astra |
| 2007 | Marcelo Bugliotti | Chevrolet Astra |

### Turismo Nacional

#### Clase 2
| Año  | Ganador          | Marca          |
| ---- | ---------------- | -------------- |
| 1975 | Juan Pablo Zampa | Fiat 128       |
| 2004 | Adrián Chiriano  | Volkswagen Gol |

#### Clase 3
| Año  | Ganador        | Marca      |
| ---- | -------------- | ---------- |
| 1975 | Ricardo Zunino | Fiat 125   |
| 2004 | Claudio Alonso | Ford Focus |

### Top Race V6
| Año     | Ganador                     | Marca                | Equipo             |
| ------- | --------------------------- | -------------------- | ------------------ |
| 2005    | Ariel Pacho                 | Alfa Romeo 156       | Diablos Rojos Team |
| 2008    | Matías Rossi                | Mercedes-Benz C-203  | Tauro Motorsport   |
| 2009    | José María López            | Ford Mondeo II       | AS Racing          |
| 2010 I  | Juan Bautista De Benedictis | Mercedes-Benz C-203  | Tauro Sport Team   |
| 2010 II | Agustín Canapino            | Mercedes-Benz C-203  | Sport Team         |
| 2011    | Gustavo Tadei               | Mercedes-Benz C-203  | GT Racing          |
| 2012    | Rafael Morgenstern          | Mitsubishi Lancer GT | GF Racing          |
| 2014    | Agustín Canapino            | Mercedes-Benz C-204  | Sport Team         |

| Piloto                      | Podios | Piloto             | Podios |
| --------------------------- | ------ | ------------------ | ------ |
| Agustín Canapino            | 4      | Rafael Morgenstern | 1      |
| José María López            | 3      | Omar Martínez      | 1      |
| Gustavo Tadei               | 2      | Diego Aventín      | 1      |
| Norberto Fontana            | 2      | Néstor Girolami    | 1      |
| Juan Bautista De Benedictis | 2      | Juan Manuel Silva  | 1      |
| Gabriel Ponce de León       | 2      | Ivo Perabó         | 1      |
| Ariel Pacho                 | 1      | Sergio Alaux       | 1      |
| Matías Rossi                | 1      |                    |        |

#### Top Race Series
| Año     | Ganador              | Marca               | Equipo                |
| ------- | -------------------- | ------------------- | --------------------- |
| 2008    | Gonzalo Perlo        | Ford Mondeo II      | Azar Motorsport       |
| 2009    | Nicolás Cotignola    | Ford Mondeo II      | Abraham Sport Racing  |
| 2010 I  | Nicolás González     | Ford Mondeo II      | GT Racing             |
| 2010 II | Gerardo Salaverría   | Chevrolet Vectra II | GF Racing             |
| 2011    | Germán Sirvent       | Chevrolet Vectra II | GT Racing             |
| 2012    | Lucas Benamo         | Mercedes-Benz C-203 | Tauro Companucci Team |
| 2014    | Franco De Benedictis | Ford Mondeo Series  | ABH Sport             |

#### Top Race Junior

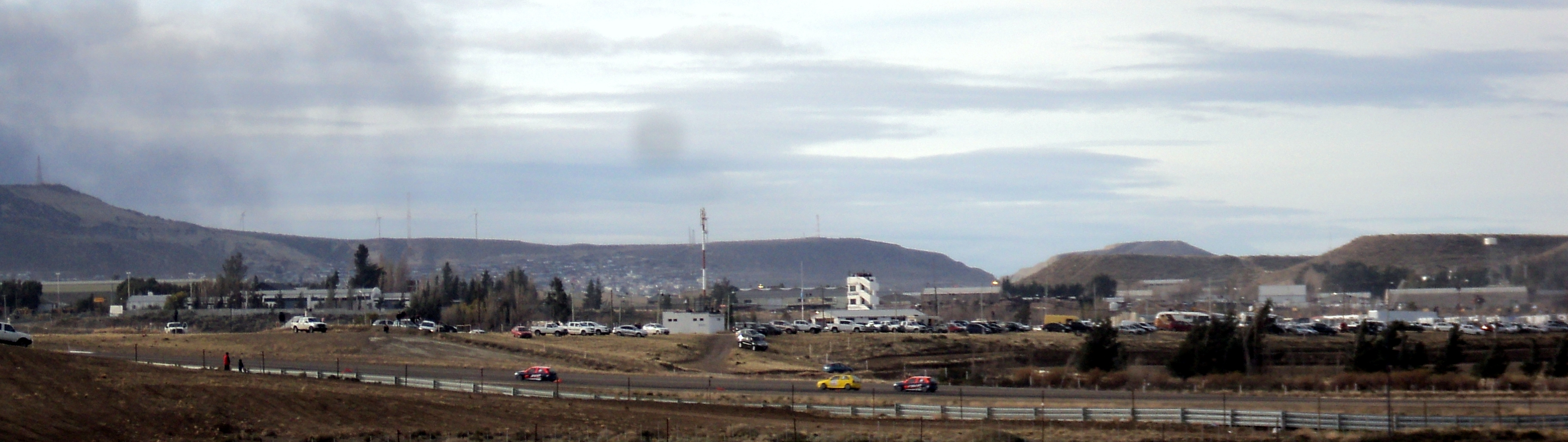
Carrera en el autódromo

| Año  | Ganador       | Marca          | Equipo    |
| ---- | ------------- | -------------- | --------- |
| 2012 | Facundo Conta | Ford Mondeo II | GT Racing |